# Cartes sur table (téléfilm)
Pour les articles homonymes, voir Cartes sur table (homonymie) et Cards on the Table.
Cartes sur table (Cards on the Table) est un téléfilm britannique de la série télévisée Hercule Poirot, réalisé par Sarah Harding, sur un scénario de Nick Dear (en), d'après le roman Cartes sur table (1936) d'Agatha Christie.
Ce téléfilm, qui constitue le 55e épisode de la série, a été diffusé pour la première fois aux États-Unis le 11 décembre 2005 sur A&E et en France le 19 mai 2006 sur TMC.

## Synopsis
Un riche et étrange collectionneur syrien invite à dîner quatre personnes qu'il soupçonne chacune d'un meurtre, ainsi que quatre fins limiers : un policier, un colonel des services secrets, la romancière Ariadne Oliver et le détective belge Hercule Poirot. Au cours du repas, l'hôte lance des allusions qui peuvent inquiéter l'un ou l'autre et annonce une révélation pour la fin de la soirée. Mais pendant les parties de bridge qui s'ensuivent, il est assassiné alors qu'il se repose à l'écart, devant la cheminée du salon. Assisté de ses collègues d'un soir et surtout de ses « petites cellules grises », Poirot enquête.

## Fiche technique
- Titre français : Cartes sur table
- Titre original : Cards on the Table
- Réalisation : Sarah Harding
- Scénario : Nick Dear (en), d'après le roman Cartes sur table (1936) d'Agatha Christie
- Décors : Jeff Tessler
- Costumes : Sheena Napier
- Photographie : David Marsh
- Montage : David Rees
- Musique originale : Stephen McKeon
- Casting : Maureen Duff
- Production : Trevor Hopkins
  - Production déléguée : Michele Buck, Phil Clymer, Delia Fine et Damien Timmer
  - Production associé : David Suchet
- Sociétés de production : Granada, A&E Television Networks et Agatha Christie Ltd.
- Durée : 100 minutes
- Pays d'origine :  Royaume-Uni
- Langue originale : Anglais
- Genre : Policier
- Ordre dans la série : 55e - (2e épisode de la saison 10)
- Premières diffusions :
  -  États-Unis : 11 décembre 2005 sur A&E Network
  -  Royaume-Uni : 19 mars 2006 sur le réseau d'ITV
  -  France : 19 mai 2006 sur TMC

## Distribution
- La table des détectives :
  - David Suchet (VF : Roger Carel) : Hercule Poirot
  - Zoë Wanamaker (VF : Christine Delaroche) : Ariadne Oliver
  - David Westhead (VF:Patrick Messe) : Superintendant Jim Wheeler
  - Robert Pugh (VF : Michel Vocoret) : Colonel Hughes
- La table des suspects :
  - Tristan Gemmill (VF : Constantin Pappas) : Major Despard
  - Alex Jennings (VFPhilippe Peythieu) : Dr Roberts
  - Lesley Manville : Mrs Lorrimer
  - Lyndsey Marshal : Anne Meredith
- La victime :
  - Alexander Siddig (VF : Mathieu Buscatto) : Mr Shaitana, le maître de maison
- Autres personnages :
  - James Alper : le maître d'hôtel de Mr Shaitana
  - Philip Bowen : Mr Luxmore
  - Cordelia Bugeja : Mrs Luxmore
  - Zigi Ellison : Mrs Craddock
  - Lucy Liemann (VF : Nathalie Duverne) : Miss Burgess
  - Jenny Ogilvie : Millie
  - Douglas Reith : Serge Mureau
  - Honeysuckle Weeks (VF : Catherine Desplaces) : Rhoda Dawes
  - Philip Wright : le sergent O'Connor

Source doublage: RS Doublage

## Post-synchronisation française
- Adaptation : Esther Rauly
- Direction artistique : Nicole Favart

- Roger Carel
- Christine Delaroche
- Perrette Pradier
- Mathieu Buscatto
- Patrick Messe
- Michel Vocoret
- Véronique Augereau
- Philippe Peythieu
- Béatrice Bruno
- Nathalie Duverne
- Constantin Pappas

Source doublage: Doublage francophone